# Erythranthe percaulis
Erythranthe percaulis är en gyckelblomsväxtart som beskrevs av Guy L. Nesom. Erythranthe percaulis ingår i släktet Erythranthe och familjen gyckelblomsväxter. Inga underarter finns listade i Catalogue of Life.